# Governatorato di Jendouba
Il governatorato di Jendouba è uno dei 24 governatorati della Tunisia.

## Storia
Venne istituito nel 1956 e si trova nella parte nordoccidentale del paese, al confine coll'Algeria; suo capoluogo è Jendouba.

## Geografia antropica

### Suddivisioni amministrative
Il governorato è diviso in 9 delegazioni, 8 municipalità o comuni, 10 consigli rurali e 92 imadats.
Le 9 delegazioni sono:
| Delegazione      | Popolazione nel 2004 (abitanti) |
| ---------------- | ------------------------------- |
| Aïn Draham       | 40 372                          |
| Balta-Bou Aouane | 42 229                          |
| Bou Salem        | 36 061                          |
| Fernana          | 52 690                          |
| Ghardimaou       | 67 955                          |
| Jendouba Sud     | 68 597                          |
| Jendouba Nord    | 44 195                          |
| Oued Meliz       | 29 015                          |
| Tabarka          | 45 494                          |